# 모바비 스크린 리코더
모바비 스크린 리코더(Movavi Screen Recorder)는 화면 녹화와 화면 캡처에 사용되는 마이크로소프트 윈도우 및 맥 OS용 소프트웨어이다. 모바비 스크린 캡처(Movavi Screen Capture)라는 이름으로 처음 출시되었으며, 현재 이름은 2017년부터 사용하기 시작했다.

## 기능

### 화면 녹화
이 프로그램의 주요 기능은 데스크톱 활동을 녹화하고 화면 이미지를 캡처하는 것다. 이 프로그램은 전체 화면 녹화와 부분 화면 녹화를 지원한다. 시스템과 마이크 사운드를 동시에 녹음하여 후반 작업을 위한 별도의 오디오 스트림 2개를 생성할 수 있다. Screen Recorder에서 사용자는 웹캠 비디오를 오버레이하고, 커서 움직임을 강조 표시하고, 키스트로크를 표시할 수도 있다. 이 프로그램은 녹화 세션을 예약하고 사용자의 개입 없이 자동으로 이 세션을 완료할 수 있다.

### 스크린샷 촬영
스크린샷 도구를 사용하여 사용자는 선, 화살표, 도형 추가, 영역 강조 표시, 텍스트 입력 등 스크린샷을 찍고 편집할 수 있다.

### 내보내기 및 소셜 공유
녹화된 비디오는 MP4, AVI, MOV 및 MKV로 저장할 수 있다. 또한, 이 프로그램은 출력 형식으로 GIF, MP3, PNG, BMP 및 JPG도 지원한다. 사용자는 프로그램에서 직접 YouTube 및 Google Drive를 통해 파일을 공유할 수도 있다.

## 배포
이 프로그램은 회사 공식 웹 사이트와 Avangate, Amazon, Apple App Store 등 Movavi Affiliate Network를 통해 배포된다. 무료 버전에서는 소리를 녹음하거나 스크린샷을 편집할 수 없으며, 워터마크가 출력 비디오에 표시된다.

## 평가
Movavi Screen Recorder가 사용자 및 리뷰 웹사이트로부터 긍정적인 피드백을 받았다. 사용자는 Movavi 프로그램의 직관적인 인터페이스 및 중요한 기능성을 지적한다. 또한 리뷰 웹사이트는 한글이 잘 지원되어 있어 언어 문제가 없고 전문가뿐만 아니라 초보자를 위해 최선의 선택이 될 수 있다고 한다.